# ۳۷ دوپیکر
۳۷ دوپیکر یک ستاره است که در صورت فلکی دوپیکر قرار دارد.